# Académie des sciences sociales de la Région autonome du Tibet
L'Académie des sciences sociales de la région autonome du Tibet, ou Académie des sciences sociales du Tibet, ou encore Académie tibétaine des sciences sociales, en abrégé ATSS (西藏自治区社会科学院, xīzàng zìzhìqū shèhuìkè xuéyuàn, anglais : Tibetan Academy of Social Science, TAR / Tibetan Academy of Social Sciences, TAR, abr. TASS),,, est la plus grande institution de recherche tibétologique de la région autonome du Tibet.

## Création et développement
Le projet d'une académie est engagé en décembre 1978. Celle-ci est officiellement fondée le 5 août 1985,.
En 2009, elle comprend plusieurs instituts :
- l'Institut de recherches sur le marxisme théorique[8],
- l'Institut de recherches contemporaines sur le Tibet[9]
- l'Institut de recherches sur les nationalités[10],
- l'Institut de recherches sur les religions[11],
- et l'Institut d'informations documentaires[7].

Elle gère une maison d'édition pour les archives et les livres anciens en tibétain.
En 2007, l'Académie réunit 127 chercheurs, dont 95 Tibétains, 20 Hans et 6 représentants d'autres ethnies.
Le 11 décembre 2013, un institut de recherche sur les canons bouddhiques (贝叶经研究所) est créé en son sein. Il publie un périodique, « Études sur les canons bouddhiques du Tibet », en version chinoise (《西藏贝叶经研究》, xīzàng bèiyèjīng yánjiū) et en version tibétaine (tibétain : བོད་ཀྱི་ཏ་ལའི་ལོ་མའི་དཔེ་ཆ་ཞིབ་འཇུག, Wylie : Bod kyi ta laʼi lo maʼi dpe cha zhib ʼjug).
Outre les instituts, l'académie comprend trois bureaux administratifs (administration centrale, emploi et planification/gestion) et trois bureaux techniques (gestion de la documentation et de l'information / bibliothèque, maison d'édition des classiques tibétains, langues (chinois, tibétain)).
En 2016, l'ATSS s'adjoint un nouvel institut, l'Institut de l'Asie du Sud-Est[réf. souhaitée].

## Publications
L'Académie a achevé la publication des ouvrages suivants :
- Histoire générale du Tibet (en tibétain et en chinois) ;
- Histoire politique du Tibet de Shakabpa (annotée)[15] ;
- Histoire des communications anciennes et modernes au Tibet (en chinois) ;
- Concepts de la philosophie tibétaine (en tibétain) ;
- Dictionnaire de la philosophie tibétaine (en tibétain) ;
- Index des titres d'ouvrages tibétologiques ;
- Œuvres complètes des maîtres du Panchen Rinpoche (édition tibétaine)[16] ;
- Épopée du roi Gesar, traduite en chinois[16].

## Revue
L'ATSS publie également une revue d'érudition en chinois (西藏研究, xīzàng yánjiū, « études tibétaines, ou études du Tibet, ou recherche tibétaine »), en tibétain et en anglais. La version en langue anglaise, Tibet Studies, a été lancée en 1989,,.
Selon une présentation parue sur xinhuanet en 2013, la revue en chinois est classée parmi les cent meilleures revues consacrées aux sciences sociales de la Chine. Ce périodique a reçu différentes distinctions nationales pour ses éditions en chinois et en tibétain.
Dans un article paru en 1993, la sinologue Françoise Aubin trouvait que les fondements de la revue étaient dans leur ensemble solides, mise à part la constatation que tous les travaux des tibétologues de la République populaire de Chine - des Tibétains autant que des Chinois - devaient immanquablement servir à démontrer l’inclusion du Tibet dans la mouvance chinoise depuis le VIIIe siècle.
L'académie crée également en 1988, la revue « La tibétologie chinoise » (chinois : 中國藏學 ; pinyin : zhōngguó zàngxué)  (ISSN 1002-557X), toujours publiée, à Pékin par le Centre de recherche tibétologique de Chine (中国藏学研究中心/中國藏學研究中心), en 2019.

## Autres activités
Dans Le Tibet est-il chinois ?, paru en 2002, la tibétologue Anne-Marie Blondeau affirme que les chercheurs de l'Académie participaient aux « équipes de travail » qui organisent des sessions d'éducation politique et de contrôle de la pensée « correcte » dans les monastères quand surviennent des troubles ou lors de campagnes politiques.

## Collaborations
Depuis sa fondation, l'ATSS a établi des partenariats avec des institutions étrangères, notamment l'Université Case Western Reserve (États-Unis), le Centre d'études himalayennes du CNRS (France), la bibliothèque tibétaine et himalayenne de l'université de Virginie (États-Unis) et la Mongolia and Inner Asia Studies Unit de l'université de Cambridge (Grande-Bretagne).

### Années 1980
Les anthropologues Melvyn C. Goldstein et Cynthia M. Beall (en) ont publié en 1990, le livre Nomads of Western Tibet, en collaboration avec l’ATSS, après avoir séjourné chez les nomades du haut plateau, pendant 16 mois en 1986-87 au Tibet, dont 10 mois au Tibet occidental, puis y être retournés en 1988.
Le linguiste Nicolas Tournadre a mené, de juillet 1988 à janvier 1989, des recherches à l’Académie des sciences sociales du Tibet,. Il collabore notamment avec le chercheur Thubten Wangpo, qui lui a fait partager ses connaissances.

### Années 1990
Un accord, indispensable à toute recherche en région autonome du Tibet, a été conclu entre le Centre d'études himalayennes relevant du CNRS et l'Académie des sciences sociales du Tibet le 30 juin 1996. Il a été renouvelé en octobre 2001.
Fernand Meyer, directeur d'études à l'École pratique des hautes études et responsable du Centre d'études himalayennes, a effectué une mission au Tibet, du 30 juin au septembre 2000, en collaboration avec l'Académie des sciences sociales du Tibet, dans le cadre d'un programme de recherche collectif dans la vallée du sNye-Mo, et l'ONG Trace (projet de développement sanitaire incluant la médecine traditionnelle tibétaine).

### Années 2000-2010
L'académie tibétaine des sciences sociales a été un partenaire clé dans le développement de la Bibliothèque tibétaine et himalayenne dès la fondation de celle-ci en 2000. L'implication de ses chercheurs s'est traduite notamment par l'apport d'enregistrements vidéos sur les traditions culturelles tibétaines, d'informations sur la région culturelle du Ngari, la langue tibétaine, la géographie de la R.A.T., les monastères tibétains, ainsi que par une étude pluri-annuelle de la ville de Lhassa.